# Serik Belediyespor
Serik Belediyespor ist ein türkischer Fußballverein aus Serik in der Provinz Antalya. Das Team spielt seit der Saison 2025/26 in der zweithöchsten türkischen Liga TFF 1. Lig.

## Geschichte
Serik Belediyespor wurde 1955 in Serik gegründet. Zwischen 1955 und 2015 spielte Serik Belediyespor in verschiedenen Amateurligen, zuletzt in der Süper Amatör Lig. Ab der Saison 2015/16 trat der Verein erstmals in seiner Geschichte in der Bölgesel Amatör Lig an. Die Saison 2017/18 beendete Serik Belediyespor als Erster in der 7. Gruppe und qualifizierte sich für Play-offs. Das Team besiegte Ödemişspor in der ersten Runde der Play-offs mit 5:0 und stieg zum ersten Mal in seiner Geschichte in die professionelle TFF 3. Lig auf.
In der Saison 2018/19 spielte Belediyesporin der 3. Gruppe der 3. Liga und errang in 34 Spielen unter der Leitung von Mehmet Şansal 13 Siege, 13 Unentschieden und 8 Niederlagen. Der Verein beendete seine Gruppe als Vierter mit 52 Punkten und qualifizierte sich für Play-offs. Serik Belediyespor eliminierte Karacabey Belediyespor im Play-off-Halbfinale nach zwei Spielen, 1:0 und 4:2. Im letzten Spiel, das am 5. Januar 2019 in Fatana im Fatih-Terim-Stadion ausgetragen wurde, traf Serik Belediyespor auf Yeni Çorumspor und verlor die Chance, in die 2. Liga aufzusteigen, nachdem man aufgrund des Elfmeterschießens mit 4:2 besiegt worden war.
Von 2020 bis 2025 spielte das Team in der TFF 2. Lig. Nach dem Aufstieg spielt das Team seit der Saison 2025/26 in der TFF 1. Lig.